# The Five Obstructions
The Five Obstructions (Originaltitel: De fem benspænd) ist ein filmisches Experiment, das der dänische Filmregisseur Lars von Trier 2002–2003 mit seinem älteren Regiekollegen und Freund Jørgen Leth unternahm. Leth sollte seinen Kurzfilm Der perfekte Mensch (Det perfekte menneske) von 1967 fünfmal neu drehen und bei jeder Fassung Bedingungen einhalten, die von Trier aufgestellt hatte. Der Film enthält Diskussionen zwischen Leth und von Trier, Aufnahmen von Leth bei der Drehort- und Darstellersuche sowie die fünf neu entstandenen Kurzfilme. Seine Premiere fand am 11. September 2003 im Rahmen des Toronto International Film Festival statt.

## Die fünf Bedingungen
Der erste Film muss an einem Ort entstehen, an dem Leth zuvor noch nie gewesen ist (die Wahl fällt auf Kuba), ohne Bühne, die Fragen aus dem Originalfilm sind zu beantworten und keine Einstellung darf mehr als 12 Bilder enthalten, das heißt, die Schnitte folgen im Halbsekundentakt. Von Trier ist mit dem Ergebnis zufrieden.
Für den zweiten Film stellt von Trier die Bedingungen eines trostlosen Schauplatzes, dass Leth selber auftreten muss, eine Mahlzeit vorkommt und andere Menschen nicht sichtbar sein dürfen. Leth entscheidet sich für den Rotlichtbezirk von Mumbai, wo er vor einer halbtransparenten Wand auf der Straße, inmitten ärmster Menschen, allein eine üppige Mahlzeit einnimmt.
Dass hinter der Wand in Mumbai Menschen teilweise sichtbar sind, wertet von Trier als Verstoß und bestraft Leth damit, dass er ihm für den dritten Film keine Bedingungen vorgibt. Leth dreht in Brüssel in Werbeästhetik Szenen mit einem eleganten älteren Herren und einer Edelhure.
Da von Trier und Leth beide Animationsfilme scheußlich finden, lautet die einzige Bedingung beim vierten Film, dass es ein Zeichentrickfilm sein muss.
Den fünften Film hat von Trier aus Schnipseln des bisher abgedrehten Dokumentationsmaterials selber zusammengestellt. Leth muss sich lediglich einverstanden erklären, im Vorspann als Regisseur genannt zu werden, und einen von Lars von Trier verfassten Text für die Tonspur vorlesen, als sei es seine Meinung.